# Shoscombe Old Place
Shoscombe Old Place (engelska: The Adventure of Shoscombe Old Place) är den sista av Sir Arthur Conan Doyles 56 noveller om detektiven Sherlock Holmes. Novellen publicerades ursprungligen 1927 och ingår i novellsamlingen The Case-Book of Sherlock Holmes. Novellen utspelar sig 1902.

## Handling

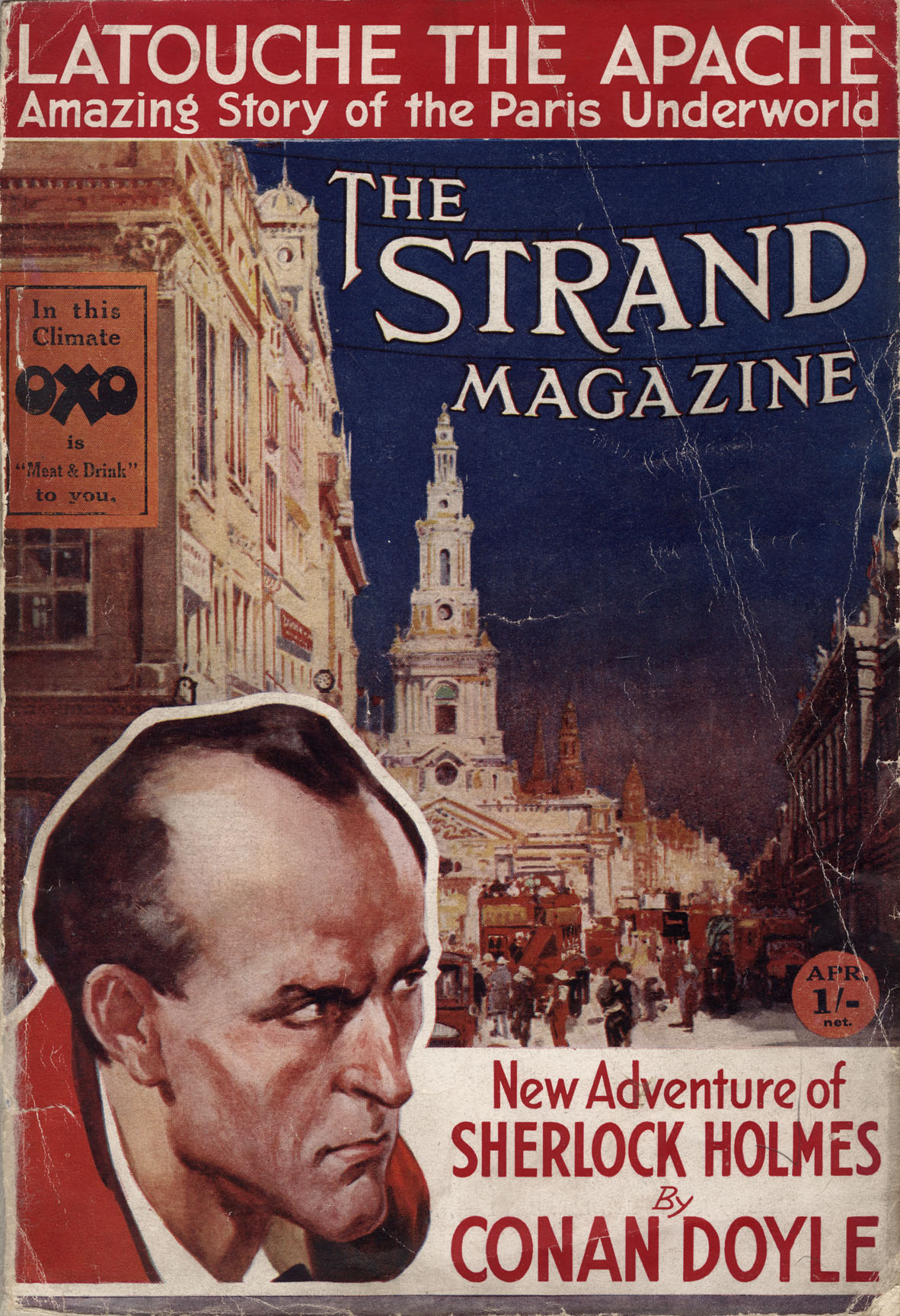
Omslaget till The Strand Magazine innehållande den allra sista Sherlock Holmes-novellen - "The Adventure of Shoscombe Old Place".

Chefstränaren John Mason från Shoscombe Old Place, ett kapplöpningsstall i Berkshire, kommer till Holmes med anledning av att han tror att hans arbetsgivare Sir Robert Norberton har blivit vansinnig. Sir Roberts syster, Lady Beatrice Falder äger Shoscombe, men det kommer att övergå till hennes avlidne mans bror när hon dör. Sir Robert har satsat allt på att stallets bästa häst, Shoscombe Prince, ska vinna derbyt, om inte kommer han att gå i konkurs. Holmes blir intresserad av fallet, när han får höra att Lady Beatrice plötsligt har slutat med sin dagliga vana att hälsa på sin favorithäst, att Sir Robert har skänkt bort hennes älskade hund till byns värdshusvärd och att Sir Robert har börjat besöka den gamla kryptan om nätterna.

## Filmatisering
Novellen har filmatiserats 1991 med Jeremy Brett i huvudrollen.

## Kuriosa
Från början var det tänkt att novellen skulle heta "The Adventure of the Black Spaniel" men namnet ändrades innan publiceringen.[källa behövs]